# Ion poliatómico

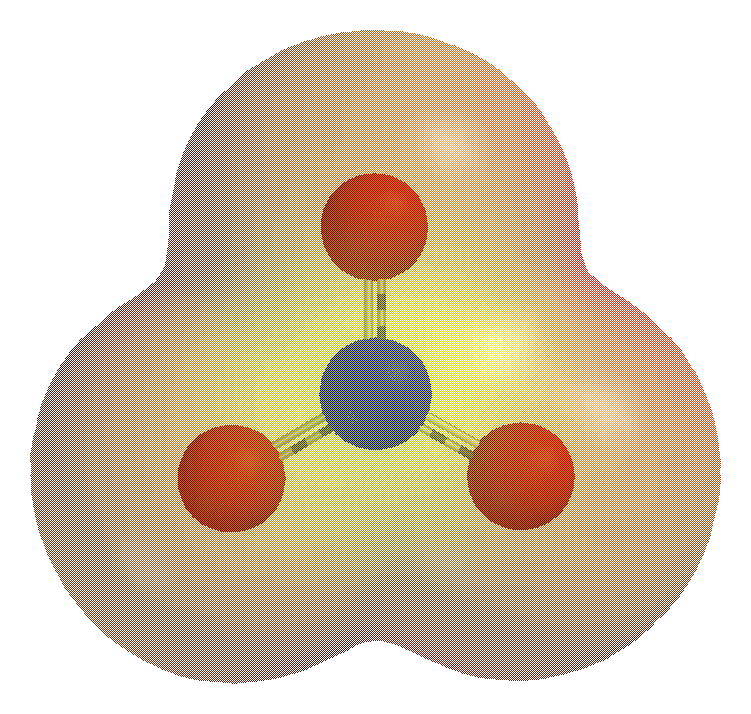
Un mapa de potencial electrostático del ion nitrato (NO_{3}^{−}). Las áreas coloreadas de rojo son más bajas en energía que las coloreadas en amarillo.

Un ion poliatómico, también conocido como ion molecular, es un ion compuesto por dos o más átomos covalentemente enlazados o de un complejo metálico que puede considerarse como una sola unidad en el contexto de química de ácidos y bases o en la formación de sales. 
Estos iones también se definen como una especie química, ya sea un átomo o una molécula respectivamente con su carga eléctrica. Esto se debe a que ha ganado o perdido electrones en una reacción química. Los iones cargados negativamente producidos por la ganancia de electrones son aniones, y los cargados positivamente como consecuencia de la pérdida de electrones,son  cationes. 